# تشون دو هوان
تشون دو هوان (هانغل: 전두환; هانجا: 全斗煥) (18 يناير 1931 - 23 نوفمبر 2021)، جنرال وسياسي كوري جنوبي. شغل منصب رئيس كوريا الجنوبية من 1980 إلى 1988.
حُكم عليه بالإعدام في عام 1996 لتورُّطه في الانقلاب عام 1979، وقمع الانتفاضة في عام 1980 بكوانجو (انظر انتفاضة غوانغجو)، إضافة إلى الفساد. لكنَّ الرئيس كم يونغ سام أصدر عفوًا عنه في وقت لاحق، بمَشورة الرئيس المنتخَب آنذاك كم داي جنغ، الذي حكمت عليه إدارةُ تشون بالإعدام قبل زهاء 20 عامًا.

## الحياة المبكِّرة والتعليم
وُلد تشون في 18 يناير عام 1931 في يولجوك ميون، وهي بلدة زراعية فقيرة في محافظة هابتشون، مقاطعة كيونغ سانغ الجنوبية، أثناء الحكم الياباني لكوريا. كان تشون دو هوان الابن الرابع من بين عشرة أطفال لـتشون سانغ وو وكيم جيونج مون.
حوالي عام 1936، انتقلت عائلة تشون إلى دايغو، حيث التحاق بمدرسة حوران الابتدائية. وكان والد تشون قد دخل في مواجهات مع الشرطة اليابانية في الماضي، وفي شتاء عام 1939 قتل نقيبًا في الشرطة. ففرت أسرتهم فورا إلى جيلين، الصين، حيث بقي مختبئا لمدة عامين قبل أن يعود. وعندما عاداً تشون إلى المدرسة الابتدائية مرة أخرى، كان متأخرًا بعامين عن زملائه. وفي عام 1947، التحاق بمدرسة دايغو المتوسطة المهنية، التي تقع على بعد 25 كيلومتراً تقريباً من منزله.

## المهنة العسكرية
بعد تخرجه من المدرسة الثانوية في عام 1951، دخل تشون الأكاديمية العسكرية الكورية. وأثناء وجوده هناك، قام بتكوين العديد من الصداقات مع الطلاب الذين لعبوا لاحقًا أدوارًا مفيدة في مساعدة تشون على السيطرة على البلاد. تخرج في فبراير 1955 بدرجة بكالوريوس في العلوم. وقال انه تدرب في وقت لاحق في الولايات المتحدة، وتخصصت في تكتيكات حرب العصابات والحرب النفسية، ثم تزوج لي سون-جا، في عام 1958.
عُين تشون لاحقًا سكرتيرًا لقائد المجلس الأعلى لإعادة الإعمار الوطني، ثم تمت ترقية تشون بسرعة إلى رتبة رائد في عام 1962. وبصفته رائد، كان تشون نائب رئيس العمليات في مقر قيادة المعركة لقيادة الحرب الخاصة، ثم عمل لاحقًا في المجلس الأعلى لإعادة الإعمار مرة أخرى كرئيس للشؤون المدنية. وفي عام 1963، حصل تشون على منصب في وكالة المخابرات المركزية الكورية كمدير شؤون الموظفين. بحلول عام 1969، كان مستشارًا أول لرئيس أركان الجيش.
في عام 1970، أصبح تشون قائد الفوج 29 من فرقة المشاة التاسعة في كوريا الجنوبية، وشارك في حرب فيتنام. وعند عودته إلى كوريا في عام 1971، كُلف بقيادة اللواء الأول للقوات الخاصة المحمولة جواً، ثم تم ترقيته إلى رتبة عميد. وفي عام 1976 عمل نائبا لرئيس جهاز الأمن الرئاسي وتمت ترقيته إلى رتبة لواء خلال فترة وجوده هناك. وفي عام 1978 أصبح قائد فرقة المشاة الأولى.

## السيرة
بعد الهجوم والانقلاب العسكري الذي قتل فيه الرئيس بارك في 26 أكتوبر، 1979، إذ قام تشون وغيره بالانقلاب.وقد تم بعدها لأحكام العرفية، وتم وقف الجمعية العسكرية وحظر الأحزاب السياسية. في ذلك الوقت من هجوم الانقلاب كان تشون رئيس الأجهزة الأمنية من الجيش الكوري الجنوبي، بعد أن كان مدير الاستخبارات الوطنية (KCIA). وخلال ذلك الوقت اعتقل أيضا عدة خصوم المعارضة السياسية والعسكرية وكيم داي جونغ، وتوطيد السلطة. وتم تمديد قانون الطوارئ على الصعيد الوطني في 17 آب، 1980.
وفي 17 إلى 28 أغسطس من ذلك العام ذبحوا مواطني جوانج جو الذين قامو بالاحتجاجات على النظام العسكري الذي سيطر على المدينة. وهذا ما حدا تدخل الجيش الكوري الذي قمع الاحتجاجات التي خلفت نحو غير متناسب لا يقل عن 200 قتيلا (معظمهم من الطلاب) وآلاف الجرحى. وقد أدين تشون باعتباره واحدا من المسؤولين عن الحقائق.
في 27 أغسطس، 1980 أعلن تشون دو هوان نفسه رئيسا لجمهورية كوريا. بعد وقت قصير من نظامه المؤسسي، مع استفتاء من خلال اقرار دستور، وبذلك بدأ جمهورية وفي عام 1981 رفعت الأحكام العرفية، وأعيد انتخابه رئيسا للبلاد لمدة سبع سنوات. في عام 1983 كان ضحية لمحاولة تفجير في رانغون (بورما)، والذي قتل 21 شخصا من بينهم أربعة وزراء وعدد من أعضاء gabinete.3
وفي زيادة السخط من السكان على مر السنين، والعديد من حركات المعارضة الناشئة ومظاهرات في مدن هامة لدعوة لنظام ديمقراطي
وفي مايو عام 1987 أظهرت معارضة قوية لتعيين روه تاي وو كمرشح الانتخابات، وبدا الأمر وكأنه استمرار النظام الاستبدادي من تشون. في ذلك العام نفسه، دعا الرئيس الأمريكي رونالد ريغان لإنشاء «المؤسسات الديمقراطية» في البلاد. وانتخب أخيرا روه تاي وو رئيسا لدولة،
وحين اعتزل تشون دو هوان السياسة في عام 1988، عندما اعتذر علنا على شاشات التلفزيون لgestión8 في عام1995 كان في السجن لتورطه في عدة قضايا الفساد وذبح جوانج جو، ووجهت إليه تهمة الخيانة العظمى لتورطه في الانقلاب 1979. وبعد عام وحكم عليه بالإعدام، وخفف الحكم لاحقا إلى عقوبة بالسجن مدى الحياة، وفي عام 1997 حصل على عفو من قبل كيم يونغ سام وكيم جونغ داي.

## روابط خارجية
- تشون دو هوان على موقع الموسوعة البريطانية (الإنجليزية)
- تشون دو هوان على موقع مونزينجر (الألمانية)
- تشون دو هوان على موقع إن إن دي بي (الإنجليزية)